# 埃德蒙森埃克斯 (加利福尼亞州)
埃德蒙森埃克斯（英語：Edmundson Acres）是位於美國加利福尼亞州克恩縣的一個人口普查指定地區。

## 地理
埃德蒙森埃克斯的座標為35°13′44″N 118°49′23″W / 35.22889°N 118.82306°W，而該地最高點為海拔高度148米（即486英尺）。

## 人口
根據2010年美國人口普查的數據，埃德蒙森埃克斯的面積為0.171平方千米，當中陸地面積為0.171平方千米，而水域面積為0.000平方千米。當地共有人口279人，而人口密度為每平方千米1,631人。